# Doornenburg
Doornenburg (deutsch veraltet Dornenburg) ist ein Dorf in der niederländischen Gemeinde Lingewaard in der Provinz Gelderland, südlich von Huissen. Doornenburg hat 2775 Einwohner (Stand: 1. Januar 2024).
Das Dorf liegt geografisch an der Stelle, an der der Rhein zu zwei Dritteln zur Waal und zu einem Drittel in den Pannerdens-Kanal fließt.
Neben dieser strategisch günstigen Lage ist Doornenburg vor allem bekannt durch sein Schloss Doornenburg (niederländisch: Kasteel Doornenburg). Hier wurde die niederländische Fernsehserie Floris aufgezeichnet. Das durch ehemalige Hausbesetzer bewachte frühere Festungswerk Fort Pannerden ist ein weiteres Ausflugsziel.

## Vereine in Doornenburg
Das Vereinsleben in Doornenburg ist sehr vielfältig.
Die größten Vereine sind:
- Harmonie „St. Caecilia Doornenburg“
- Bürgerwehr „Gijsbrecht van Aemstel van Doornenburg en Honderdmorgen“
- Fußballverein „GVA Doornenburg“
- Karnevalsverein „De Riensplitsers“
- Gemischter Chor „De Burchtsanghers“
- Angelsportverein „Lotus Vulgaris“
- Pfadfinderei „St. Maarten Doornenburg“
- Sportverein „Olympia“
- Tennisclub „Doornenburg“